# Карпинето-Синелло
Карпинето-Синелло (итал. Carpineto Sinello) — коммуна в Италии, расположена в регионе Абруццо, подчиняется административному центру Кьети.
Население составляет 746 человек, плотность населения составляет 26 чел./км². Занимает площадь 29 км². Почтовый индекс — 66030. Телефонный код — 0872.
Покровителем коммуны почитается Архангел Михаил. Праздник ежегодно празднуется 29 сентября.